# Gidget Goes Hawaiian
Gidget Goes Hawaiian è un film del 1961 diretto da Paul Wendkos.

## Trama
Frances, soprannominata Gidget, viene forzata a partire con la famiglia per una vacanza alle Hawaii, lei non vorrebbe perché stando a casa potrebbe passare del tempo col proprio fidanzato, inaspettatamente però è proprio lui ad incitarla a partire. Irritata Gidget parte e sull'aereo una donna le dice di divertirsi cogliendo ogni occasione. Finisce così per incontrare un bel giovanotto, ma ecco che arriva il fidanzato e le cose si complicano fino all'inevitabile lieto fine.